# Nižná (Piešťany)
Nižná (bis 1927 slowakisch „Nižna“; ungarisch Nézsnafalva – bis 1907 Nizsna) ist eine Gemeinde im Westen der Slowakei mit 552 Einwohnern (Stand 31. Dezember 2024), die zum Okres Piešťany, einem Teil des Trnavský kraj gehört.

## Geographie
Die Gemeinde befindet sich im Hügelland Trnavská pahorkatina unweit der Kleinen Karpaten. Durch den Ort fließt der Bach Vítek, der im Nachbarort Veľké Kostoľany in den Dudváh mündet. Außerhalb des Ortskerns ist das 8 km² große Gemeindegebiet landwirtschaftlich geprägt und grenzt an folgende Gemeinden: Dolný Lopašov im Nordosten, Veľké Kostoľany im Südosten, Radošovce im Süden, Kátlovce im Westen und Chtelnica im Nordwesten. Das Ortszentrum liegt auf einer Höhe von 183 m n.m. und ist 21 Kilometer von Trnava sowie 24 Kilometer von Piešťany entfernt.

## Geschichte
Im Gegensatz zu anderen Orten in der Gegend wurde Nižná relativ spät erwähnt und zwar im Jahre 1532 als Nysnia. Wahrscheinlich entstand der Ort durch Ausgliederung aus den Gemeindegebieten von Chtelnica und Veľké Kostoľany zu einem nicht näher bekannten Zeitpunkt, allerdings spricht ein Steuerverzeichnis von 1452 über einen Ort namens Nižná Ves, der möglicherweise mit dem Dorf Nižná identisch ist. Die ersten bekannten Gutsbesitzer stammten aus der Familie Onory.
Nach den Türkenkriegen im 17. Jahrhundert war Nižná verwüstet und die Familie Onory starb 1688 aus. Der Graf Kristóf Erdődy erwarb den Ort von der königlichen Kammer für 10.000 fl. und gliederte ihn in das Herrschaftsgut von Burg Guttenstein ein. 1828 wurden in Nižná 64 Häuser und 443 Einwohner verzeichnet.
Bis 1918 gehörte der im Komitat Neutra liegende Ort zum Königreich Ungarn und kam danach zur Tschechoslowakei bzw. heute Slowakei.

## Bevölkerung
| Jahr                | 1994 | 2004    | 2014    | 2024    |
| ------------------- | ---- | ------- | ------- | ------- |
| Anzahl der Personen | 507  | 517     | 550     | 552     |
| Unterschied         |      | +1,97 % | +6,38 % | +0,36 % |

| Jahr                | 2023 | 2024    |
| ------------------- | ---- | ------- |
| Anzahl der Personen | 546  | 552     |
| Unterschied         |      | +1,09 % |

Ergebnisse nach der Volkszählung 2001 (503 Einwohner):
| Nach Ethnie: - 98,61 % Slowaken - 0,20 % Tschechen | Nach Konfession: - 93,04 % römisch-katholisch - 3,98 % keine Angabe - 1,79 % konfessionslos |

## Bauwerke
- römisch-katholische Stephanskirche aus dem Jahr 1682
- Glockenturm aus dem Jahr 1788